# Municipio de Union (condado de Jasper, Misuri)
El municipio de Union (en inglés: Union Township) es un municipio ubicado en el condado de Jasper en el estado estadounidense de Misuri. En el año 2010 tenía una población de 2296 habitantes y una densidad poblacional de 19,3 personas por km².

## Geografía
El municipio de Union se encuentra ubicado en las coordenadas 37°6′21″N 94°14′7″O / 37.10583, -94.23528. Según la Oficina del Censo de los Estados Unidos, el municipio tiene una superficie total de 118.96 km², de la cual 118.62 km² corresponden a tierra firme y (0.28%) 0.34 km² es agua.

## Demografía
Según el censo de 2010, había 2296 personas residiendo en el municipio de Union. La densidad de población era de 19,3 hab./km². De los 2296 habitantes, el municipio de Union estaba compuesto por el 93.6% blancos, el 0.22% eran afroamericanos, el 1.18% eran amerindios, el 0.52% eran asiáticos, el 0.61% eran isleños del Pacífico, el 1.87% eran de otras razas y el 2% pertenecían a dos o más razas. Del total de la población el 3.31% eran hispanos o latinos de cualquier raza.